# Hemikyptha marginata
Hemikyptha marginata е вид на насекомо от семейство Menbracides. Видът е описан от Йохан Христиан Фабриций през 1781 г..

## Разпространение
Разпространен е в Аржентина, Боливия, Бразилия, Френска Гвиана и Суринам.